# Rugby 7 na Igrzyskach Ameryki Środkowej i Karaibów 2014
Turnieje rugby 7 na Igrzyskach Ameryki Środkowej i Karaibów 2014 odbyły się w dniach 28–29 listopada 2014 roku w meksykańskim mieście Veracruz.
Rugby siedmioosobowe w programie tych zawodów pojawiło się po raz drugi, po raz pierwszy natomiast został rozegrany turniej kobiet.
Oba złote medale zdobyli reprezentanci Kolumbii, w finałach pokonując Meksykańczyków i zawodniczki z Wenezueli. Trzecie miejsce na podium zajęły gospodynie oraz Trynidad i Tobago.
Po zakończonych zawodach organizatorzy przedstawili statystyki zespołowe i indywidualne.

## Podsumowanie

### Klasyfikacja medalowa
| Klasyfikacja medalowa | Klasyfikacja medalowa | Klasyfikacja medalowa | Klasyfikacja medalowa | Klasyfikacja medalowa | Klasyfikacja medalowa |
| Miejsce               | Reprezentacja         | Złoto                 | Srebro                | Brąz                  | Razem                 |
| --------------------- | --------------------- | --------------------- | --------------------- | --------------------- | --------------------- |
| 1                     | Kolumbia              | 2                     | 0                     | 0                     | 2                     |
| 2                     | Meksyk                | 0                     | 1                     | 1                     | 2                     |
| 3                     | Wenezuela             | 0                     | 1                     | 0                     | 1                     |
| 4                     | Trynidad i Tobago     | 0                     | 0                     | 1                     | 1                     |
| Razem                 | Razem                 | 2                     | 2                     | 2                     | 6                     |

### Medaliści
| Konkurencja | 1. miejsce | 2. miejsce | 3. miejsce        |
| ----------- | ---------- | ---------- | ----------------- |
| Mężczyźni   | Kolumbia   | Meksyk     | Trynidad i Tobago |
| Kobiety     | Kolumbia   | Wenezuela  | Meksyk            |

## System rozgrywek
Do turnieju męskiego przystąpiło osiem reprezentacji, do żeńskiego zaś sześć, a każda z nich liczyła maksymalnie dwunastu zawodników, łącznie w turnieju wzięło zatem udział 168 sportowców obojga płci.
Do zawodów mogły przystąpić jedynie reprezentacje zrzeszone przez ODECABE, których związki rugby są członkami NACRA bądź CONSUR.
Mężczyźni w pierwszej fazie rywalizowali systemem kołowym podzieleni na dwie czterozespołowe grupy. Czołowe dwie drużyny z każdej z grup awansowały do półfinałów, pozostałe zaś rywalizowały o miejsce piąte. Kobiety natomiast w pierwszej fazie rozegrały spotkania systemem kołowym w ramach jednej grupy, następnie czołowa dwójka zmierzyła się w finale, dwie kolejne walczyły o brąz, pozostałe dwie zaś o miejsce piąte.
W fazie grupowej spotkania toczone były bez ewentualnej dogrywki, za zwycięstwo, remis i porażkę przysługiwały odpowiednio cztery, dwa i jeden punkt, brak punktów natomiast za nieprzystąpienie do meczu. Przy ustalaniu rankingu po fazie grupowej w przypadku tej samej liczby punktów lokaty zespołów były ustalane kolejno na podstawie:
- wyniku meczu pomiędzy zainteresowanymi drużynami;
- lepszego bilansu punktów zdobytych i straconych;
- lepszego bilansu przyłożeń zdobytych i straconych;
- większej liczby zdobytych punktów;
- większej liczby zdobytych przyłożeń;
- rzutu monetą.

W przypadku remisu w fazie pucharowej organizowana była dogrywka składająca się z dwóch pięciominutowych części, z uwzględnieniem reguły nagłej śmierci. Jedynie mecze finałowe składały się z dwóch dziesięciominutowych części, w pozostałych zaś spotkaniach połowa meczu obejmowała siedem minut.
Wszystkie mecze zostały rozegrane w dniach 28–29 listopada 2014 roku w High Performance Center w Veracruz.

## Kwalifikacje
Jedno miejsce przyznano reprezentacjom gospodarzy, o pozostałe zespoły walczyły podczas turniejów o randze mistrzostw kontynentu organizowanych przez NACRA i CONSUR.
| Mężczyźni                                  | Mężczyźni | Mężczyźni             |                       | Kobiety                    | Kobiety | Kobiety                           |
| Reprezentacja                              | Miejsca   | Podstawa kwalifikacji | Podstawa kwalifikacji | Podstawa kwalifikacji      | Miejsca | Reprezentacja                     |
| ------------------------------------------ | --------- | --------------------- | --------------------- | -------------------------- | ------- | --------------------------------- |
| Meksyk                                     | 1         | gospodarz             | gospodarz             | gospodarz                  | 1       | Meksyk                            |
| Trynidad i Tobago Barbados Kajmany Bermudy | 4         | NACRA Sevens 2013     | 9–10 listopada 2013   | NACRA Women’s Sevens 2013  | 3       | Trynidad i Tobago Kajmany Jamajka |
| Kolumbia Wenezuela Kostaryka               | 3         | CONSUR Sevens 2014    | 8–9 marca 2014        | CONSUR Women’s Sevens 2014 | 2       | Kolumbia Wenezuela                |

## Turniej mężczyzn

### Faza grupowa

#### Grupa A
| 28 listopada 2014 10:06 | Wenezuela | 5:14 | Trynidad i Tobago | High Performance Center, Veracruz |
| 28 listopada 2014 10:06 | Relacja   |      |                   | High Performance Center, Veracruz |

| 28 listopada 2014 10:28 | Kostaryka | 7:31 | Meksyk | High Performance Center, Veracruz |
| 28 listopada 2014 10:28 | Relacja   |      |        | High Performance Center, Veracruz |

| 28 listopada 2014 12:56 | Kostaryka | 10:27 | Trynidad i Tobago | High Performance Center, Veracruz |
| 28 listopada 2014 12:56 | Relacja   |       |                   | High Performance Center, Veracruz |

| 28 listopada 2014 13:18 | Wenezuela | 10:12 | Meksyk | High Performance Center, Veracruz |
| 28 listopada 2014 13:18 | Relacja   |       |        | High Performance Center, Veracruz |

| 28 listopada 2014 15:36 | Kostaryka | 7:19 | Wenezuela | High Performance Center, Veracruz |
| 28 listopada 2014 15:36 | Relacja   |      |           | High Performance Center, Veracruz |

| 28 listopada 2014 16:30 | Meksyk  | 19:12 | Trynidad i Tobago | High Performance Center, Veracruz |
| 28 listopada 2014 16:30 | Relacja |       |                   | High Performance Center, Veracruz |

#### Grupa B
| 28 listopada 2014 10:50 | Kajmany | 7:31 | Barbados | High Performance Center, Veracruz |
| 28 listopada 2014 10:50 | Relacja |      |          | High Performance Center, Veracruz |

| 28 listopada 2014 11:12 | Bermudy | 0:44 | Kolumbia | High Performance Center, Veracruz |
| 28 listopada 2014 11:12 | Relacja |      |          | High Performance Center, Veracruz |

| 28 listopada 2014 13:40 | Bermudy | 12:45 | Barbados | High Performance Center, Veracruz |
| 28 listopada 2014 13:40 | Relacja |       |          | High Performance Center, Veracruz |

| 28 listopada 2014 14:02 | Kajmany | 7:33 | Kolumbia | High Performance Center, Veracruz |
| 28 listopada 2014 14:02 | Relacja |      |          | High Performance Center, Veracruz |

| 28 listopada 2014 16:08 | Bermudy | 5:20 | Kajmany | High Performance Center, Veracruz |
| 28 listopada 2014 16:08 | Relacja |      |         | High Performance Center, Veracruz |

| 28 listopada 2014 16:52 | Kolumbia | 24:0 | Barbados | High Performance Center, Veracruz |
| 28 listopada 2014 16:52 | Relacja  |      |          | High Performance Center, Veracruz |

### Faza pucharowa
|  |                   |                   |                   |                   |    |                   |                   |                   |                   |                   |                   |       |       |
|  | Ćwierćfinały      | Ćwierćfinały      | Ćwierćfinały      |                   |    | Półfinały         | Półfinały         | Półfinały         |                   |                   | Finał             | Finał | Finał |
|  | Ćwierćfinały      | Ćwierćfinały      | Ćwierćfinały      |                   |    | Półfinały         | Półfinały         | Półfinały         |                   |                   | Finał             | Finał | Finał |
|  | 29 listopada 2014 |                   |                   |                   |    |                   |                   |                   |                   |                   |                   |       |       |
|  |                   |                   |                   |                   |    |                   |                   |                   |                   |                   |                   |       |       |
|  | Bermudy           | Bermudy           | 7                 |                   |    |                   |                   |                   |                   |                   |                   |       |       |
|  | Bermudy           | Bermudy           | 7                 | 29 listopada 2014 |    |                   |                   |                   |                   |                   |                   |       |       |
|  | Meksyk            | Meksyk            | 27                |                   |    |                   |                   |                   |                   |                   |                   |       |       |
|  | Meksyk            | Meksyk            | 27                |                   |    | Meksyk            | Meksyk            | 24                |                   |                   |                   |       |       |
|  | 29 listopada 2014 |                   |                   |                   |    | Meksyk            | Meksyk            | 24                |                   |                   |                   |       |       |
|  |                   |                   | Wenezuela         | Wenezuela         | 7  |                   |                   |                   |                   |                   |                   |       |       |
|  | Wenezuela         | Wenezuela         | Wenezuela         | Wenezuela         | 7  | 22                |                   |                   |                   |                   |                   |       |       |
|  | Wenezuela         | Wenezuela         |                   |                   |    | 22                | 29 listopada 2014 |                   |                   |                   |                   |       |       |
|  | Barbados          | Barbados          | 7                 |                   |    |                   |                   |                   |                   |                   |                   |       |       |
|  | Barbados          | Barbados          | 7                 |                   |    | Kolumbia          | Kolumbia          | 41                |                   |                   |                   |       |       |
|  | 29 listopada 2014 |                   |                   |                   |    | Kolumbia          | Kolumbia          | 41                |                   |                   |                   |       |       |
|  |                   |                   | Meksyk            | Meksyk            | 0  |                   |                   |                   |                   |                   |                   |       |       |
|  | Kajmany           | Kajmany           | Meksyk            | Meksyk            | 0  | 0                 |                   |                   |                   |                   |                   |       |       |
|  | Kajmany           | Kajmany           | 29 listopada 2014 |                   |    | 0                 |                   |                   |                   |                   |                   |       |       |
|  | Trynidad i Tobago | Trynidad i Tobago | 24                |                   |    |                   |                   |                   |                   |                   |                   |       |       |
|  | Trynidad i Tobago | Trynidad i Tobago | 24                |                   |    | Trynidad i Tobago | Trynidad i Tobago | 12                | Mecz o 3. miejsce | Mecz o 3. miejsce | Mecz o 3. miejsce |       |       |
|  | 29 listopada 2014 |                   |                   |                   |    | Trynidad i Tobago | Trynidad i Tobago | 12                | Mecz o 3. miejsce | Mecz o 3. miejsce | Mecz o 3. miejsce |       |       |
|  |                   |                   | Kolumbia          | Kolumbia          | 33 |                   |                   | 29 listopada 2014 | 29 listopada 2014 | 29 listopada 2014 |                   |       |       |
|  | Kostaryka         | Kostaryka         | Kolumbia          | Kolumbia          | 33 | 0                 |                   | 29 listopada 2014 | 29 listopada 2014 | 29 listopada 2014 |                   |       |       |
|  | Kostaryka         | Kostaryka         |                   |                   |    |                   |                   | Trynidad i Tobago | Trynidad i Tobago | 26                |                   |       |       |
|  | Kolumbia          | Kolumbia          | 31                |                   |    |                   |                   |                   | Trynidad i Tobago | 26                |                   |       |       |
|  | Kolumbia          | Kolumbia          | 31                |                   |    |                   |                   | Wenezuela         | Wenezuela         | 24                |                   |       |       |
|  |                   |                   |                   |                   |    |                   |                   |                   | Wenezuela         | 24                |                   |       |       |

| 29 listopada 2014 10:10 | Bermudy | 7:27 | Meksyk | High Performance Center, Veracruz |
| 29 listopada 2014 10:10 | Relacja |      |        | High Performance Center, Veracruz |

| 29 listopada 2014 10:32 | Wenezuela | 22:7 | Barbados | High Performance Center, Veracruz |
| 29 listopada 2014 10:32 | Relacja   |      |          | High Performance Center, Veracruz |

| 29 listopada 2014 10:54 | Kajmany | 0:24 | Trynidad i Tobago | High Performance Center, Veracruz |
| 29 listopada 2014 10:54 | Relacja |      |                   | High Performance Center, Veracruz |

| 29 listopada 2014 11:16 | Kostaryka | 0:31 | Kolumbia | High Performance Center, Veracruz |
| 29 listopada 2014 11:16 | Relacja   |      |          | High Performance Center, Veracruz |

| 29 listopada 2014 13:40 | Meksyk  | 24:7 | Wenezuela | High Performance Center, Veracruz |
| 29 listopada 2014 13:40 | Relacja |      |           | High Performance Center, Veracruz |

| 29 listopada 2014 14:02 | Trynidad i Tobago | 12:33 | Kolumbia | High Performance Center, Veracruz |
| 29 listopada 2014 14:02 | Relacja           |       |          | High Performance Center, Veracruz |

| 29 listopada 2014 17:06 | Kolumbia | 41:0 | Meksyk | High Performance Center, Veracruz |
| 29 listopada 2014 17:06 | Relacja  |      |        | High Performance Center, Veracruz |

| 29 listopada 2014 16:11 | Trynidad i Tobago | 26:24 | Wenezuela | High Performance Center, Veracruz |
| 29 listopada 2014 16:11 | Relacja           |       |           | High Performance Center, Veracruz |

|  |                   |           |           |                   |    |         |         |       |
|  | Półfinały         | Półfinały | Półfinały |                   |    | Finał   | Finał   | Finał |
|  | Półfinały         | Półfinały | Półfinały |                   |    | Finał   | Finał   | Finał |
|  | 29 listopada 2014 |           |           |                   |    |         |         |       |
|  |                   |           |           |                   |    |         |         |       |
|  | Bermudy           | Bermudy   | 14        |                   |    |         |         |       |
|  | Bermudy           | Bermudy   | 14        | 29 listopada 2014 |    |         |         |       |
|  | Barbados          | Barbados  | 19        |                   |    |         |         |       |
|  | Barbados          | Barbados  | 19        |                   |    | Kajmany | Kajmany | 14    |
|  | 29 listopada 2014 |           |           |                   |    | Kajmany | Kajmany | 14    |
|  |                   |           | Barbados  | Barbados          | 10 |         |         |       |
|  | Kajmany           | Kajmany   | Barbados  | Barbados          | 10 | 28      |         |       |
|  | Kajmany           | Kajmany   |           |                   |    |         |         |       |
|  | Kostaryka         | Kostaryka | 7         |                   |    |         |         |       |
|  | Kostaryka         | Kostaryka | 7         | Mecz o 3. miejsce |    |         |         |       |
|  |                   |           |           |                   |    |         |         |       |
|  | 29 listopada 2014 |           |           |                   |    |         |         |       |
|  |                   |           |           |                   |    |         |         |       |
|  | Bermudy           |           |           |                   |    |         |         |       |
|  |                   |           |           |                   |    |         |         |       |
|  | Kostaryka         | Kostaryka | walkower  |                   |    |         |         |       |
|  | Kostaryka         | Kostaryka | walkower  |                   |    |         |         |       |

| 29 listopada 2014 12:56 | Bermudy | 14:19 | Barbados | High Performance Center, Veracruz |
| 29 listopada 2014 12:56 | Relacja |       |          | High Performance Center, Veracruz |

| 29 listopada 2014 13:18 | Kajmany | 28:7 | Kostaryka | High Performance Center, Veracruz |
| 29 listopada 2014 13:18 | Relacja |      |           | High Performance Center, Veracruz |

| 29 listopada 2014 15:24 | Kajmany | 14:10 | Barbados | High Performance Center, Veracruz |
| 29 listopada 2014 15:24 | Relacja |       |          | High Performance Center, Veracruz |

| 29 listopada 2014 15:02 | Bermudy | walkower | Kostaryka | High Performance Center, Veracruz |
| 29 listopada 2014 15:02 |         |          |           | High Performance Center, Veracruz |

### Klasyfikacja końcowa
| Miejsce | Reprezentacja     | Składy |
| ------- | ----------------- | ------ |
| 1       | Kolumbia          |        |
| 2       | Meksyk            |        |
| 3       | Trynidad i Tobago |        |
| 4       | Wenezuela         |        |
| 5       | Kajmany           |        |
| 6       | Barbados          |        |
| 7       | Kostaryka         |        |
| 8       | Bermudy           |        |

## Turniej kobiet

### Faza grupowa
| 28 listopada 2014 09:00 | Jamajka | 0:31 | Meksyk | High Performance Center, Veracruz |
| 28 listopada 2014 09:00 | Relacja |      |        | High Performance Center, Veracruz |

| 28 listopada 2014 09:22 | Kolumbia | 36:5 | Trynidad i Tobago | High Performance Center, Veracruz |
| 28 listopada 2014 09:22 | Relacja  |      |                   | High Performance Center, Veracruz |

| 28 listopada 2014 09:44 | Wenezuela | 39:0 | Kajmany | High Performance Center, Veracruz |
| 28 listopada 2014 09:44 | Relacja   |      |         | High Performance Center, Veracruz |

| 28 listopada 2014 11:50 | Jamajka | 10:10 | Trynidad i Tobago | High Performance Center, Veracruz |
| 28 listopada 2014 11:50 | Relacja |       |                   | High Performance Center, Veracruz |

| 28 listopada 2014 12:12 | Wenezuela | 5:12 | Kolumbia | High Performance Center, Veracruz |
| 28 listopada 2014 12:12 | Relacja   |      |          | High Performance Center, Veracruz |

| 28 listopada 2014 12:34 | Kajmany | 0:39 | Meksyk | High Performance Center, Veracruz |
| 28 listopada 2014 12:34 | Relacja |      |        | High Performance Center, Veracruz |

| 28 listopada 2014 14:30 | Jamajka | 0:33 | Wenezuela | High Performance Center, Veracruz |
| 28 listopada 2014 14:30 | Relacja |      |           | High Performance Center, Veracruz |

| 28 listopada 2014 14:52 | Kajmany | 0:34 | Kolumbia | High Performance Center, Veracruz |
| 28 listopada 2014 14:52 | Relacja |      |          | High Performance Center, Veracruz |

| 28 listopada 2014 15:14 | Trynidad i Tobago | 0:36 | Meksyk | High Performance Center, Veracruz |
| 28 listopada 2014 15:14 | Relacja           |      |        | High Performance Center, Veracruz |

| 29 listopada 2014 09:00 | Trynidad i Tobago | 20:5 | Kajmany | High Performance Center, Veracruz |
| 29 listopada 2014 09:00 | Relacja           |      |         | High Performance Center, Veracruz |

| 29 listopada 2014 09:22 | Meksyk  | 0:22 | Wenezuela | High Performance Center, Veracruz |
| 29 listopada 2014 09:22 | Relacja |      |           | High Performance Center, Veracruz |

| 29 listopada 2014 09:44 | Kolumbia | 31:0 | Jamajka | High Performance Center, Veracruz |
| 29 listopada 2014 09:44 | Relacja  |      |         | High Performance Center, Veracruz |

| 29 listopada 2014 11:50 | Trynidad i Tobago | 0:39 | Wenezuela | High Performance Center, Veracruz |
| 29 listopada 2014 11:50 | Relacja           |      |           | High Performance Center, Veracruz |

| 29 listopada 2014 12:12 | Kolumbia | 22:0 | Meksyk | High Performance Center, Veracruz |
| 29 listopada 2014 12:12 | Relacja  |      |        | High Performance Center, Veracruz |

| 29 listopada 2014 12:34 | Kajmany | 7:36 | Jamajka | High Performance Center, Veracruz |
| 29 listopada 2014 12:34 | Relacja |      |         | High Performance Center, Veracruz |

### Faza pucharowa
| 29 listopada 2014 14:40 | Kajmany | 0:37 | Trynidad i Tobago | High Performance Center, Veracruz |
| 29 listopada 2014 14:40 | Relacja |      |                   | High Performance Center, Veracruz |

| 29 listopada 2014 15:46 | Jamajka | 0:26 | Meksyk | High Performance Center, Veracruz |
| 29 listopada 2014 15:46 | Relacja |      |        | High Performance Center, Veracruz |

| 29 listopada 2014 16:36 | Kolumbia | 24:5 | Wenezuela | High Performance Center, Veracruz |
| 29 listopada 2014 16:36 | Relacja  |      |           | High Performance Center, Veracruz |

### Klasyfikacja końcowa
| Miejsce | Reprezentacja     | Składy |
| ------- | ----------------- | ------ |
| 1       | Kolumbia          |        |
| 2       | Wenezuela         |        |
| 3       | Meksyk            |        |
| 4       | Jamajka           |        |
| 5       | Trynidad i Tobago |        |
| 6       | Kajmany           |        |